# Kraftwerk Tunghsiao
Das Kraftwerk Tunghsiao (bzw. Tung Hsiao oder Tongxiao) ist ein GuD-Kraftwerk in der Stadtgemeinde Tongxiao, Landkreis Miaoli, Taiwan, das an der Formosastraße liegt. Die installierte Leistung beträgt mit Stand November 2022 knapp 3,8 GW. Das Kraftwerk ist im Besitz von Taipower und wird auch von Taipower betrieben.
Das Kraftwerk wurde Anfang der 1960er Jahre errichtet. Es ging 1965 mit vier Gasturbinen in Betrieb. Vier weitere Gasturbinen wurden 1968 in Betrieb genommen. Die alten Blöcke 1 bis 3 gingen 1983 in Betrieb und wurden am 31. Oktober 2017 stillgelegt. Die Blöcke 4 und 5 wurden von 1990 bis 1992 errichtet, der Block 6 von 1997 bis 2000. Der Auftrag für die Errichtung der (neuen) Blöcke 1 bis 3 wurde im September 2013 an Mitsubishi Heavy Industries (MHI) und CTCI Corporation vergeben.
Im April 2022 erhielt General Electric einen Auftrag zur Lieferung von 6 Gasturbinen mit einer Leistung von zusammen 175 MW; sie sollen zum Ausgleich der schwankenden Einspeisung von erneuerbaren Energien dienen.

## Kraftwerksblöcke
Das Kraftwerk besteht gegenwärtig aus sechs Blöcken. Die folgende Tabelle gibt einen Überblick:
| Block   | Max. Leistung (MW) | Betriebsbeginn | Turbine | Generator | Dampfkessel | Status                    |
| ------- | ------------------ | -------------- | ------- | --------- | ----------- | ------------------------- |
| 1 (alt) | 300                | 1983           | GE      | Hitachi   | Steinmuller | stillgelegt am 31.10.2017 |
| 2 (alt) | 300                | 1983           | GE      | Hitachi   | Steinmuller | stillgelegt am 31.10.2017 |
| 3 (alt) | 297                | 1983           | BBC     | BBC       | NEM         | stillgelegt am 31.10.2017 |
| 1       | 892,6              | 27.02.2018     | MHI     | Melco     |             | in Betrieb                |
| 2       | 892,6              | 30.05.2019     | MHI     | Melco     |             | in Betrieb                |
| 3       | 892,6              | 26.05.2020     | MHI     | Melco     |             | in Betrieb                |
| 4       | 386                | 22.03.1992     | ABB     | ABB       |             | in Betrieb                |
| 5       | 386                | 01.05.1992     | ABB     | ABB       |             | in Betrieb                |
| 6       | 321,2              | 30.05.2000     | ABB     | ABB       | ABB         | in Betrieb                |

Die (neuen) Blöcke 1 bis 3 bestehen aus jeweils zwei Gasturbinen (GT) sowie einer nachgeschalteten Dampfturbine (DT). An die GT ist jeweils ein Abhitzedampferzeuger angeschlossen; die Abhitzedampferzeuger versorgen dann die DT. Die Turbinen wurden von MHI geliefert, die Generatoren von Mitsubishi Electric Corporation (Melco).
Die ursprüngliche Leistung der Blöcke 4 und 5 lag bei jeweils 335 MW und die von Block 6 bei 305 (bzw. 320) MW. Die Blöcke 4 bis 6 wurden durch ABB errichtet. Der Block 6 besteht aus jeweils zwei GT sowie einer nachgeschalteten DT. Im Dezember 2003 erhielt Alstom einen Auftrag, um bei den GT der Blöcke 4 bis 6 Leistungssteigerungen durchzuführen.

## Sonstiges
Die Kosten für die Errichtung der (neuen) Blöcke 1 bis 3 werden mit 2,6 Mrd. USD angegeben. Der Auftragswert für die Errichtung von Block 6 wird mit 160 Mio. USD angegeben. Der Auftragswert für die Leistungssteigerung durch Alstom wird mit 22 Mio. EUR angegeben.
In der Schaltanlage wird die Generatorspannung von 19,5 kV mittels Leistungstransformatoren auf 345 kV hochgespannt; von dort wird die Energie über eine 24,2 km lange Freileitung abgeführt.